# إبراهيم شهاب (كاتب مالديفي)
كان إبراهيم شهاب (1926-1988) كاتبًا وشاعرًا وكاتبًا ورجل دولة مؤثراً في المالديف. كان نجل الباحث حسين صلاح الدين. كان حسين صلاح الدين شاعرا وأشياء أخرى كثيرة.
يعتبر إبراهيم شهاب واحدًا من أكثر الكتاب إنتاجًا في الأدب المالديفي.[بحاجة لمصدر] كان من الأشخاص القلائل الذين تجرأوا على الوقوف في وجه الحكم الاستبدادي لمحمد أمين ديدي. وخلال جلسات مأمون عبد القيوم في البرلمان، كان إبراهيم شهاب هو الشخص الوحيد الذي صرخ في الوقوف ضد القواعد الاستبدادية في المجلس.

## الحياة
بدأ إبراهيم شهاب في خدمة حكومة المالديف ككاتب، محكمة الداخلية (من 14.1.1942 إلى 27.4.1951). بعد ذلك صعد وشغل عدة مناصب حكومية رفيعة، في 26 محرم 1379 (3 أغسطس 1959) تم تعيين إبراهيم شهاب في منصب النائب العام، محكمة الرشادية في الحكومة التي انتخبها الرئيس إبراهيم ناصر. وخلال حياته شغل أيضًا مناصب وزارية، وشغل منصب نائب الرئيس، وأصبح عضوًا في اللجنة التي شكلها مجلس الوزراء لمراجعة وتعديل الدستور.
شغل منصب رئيس مجلس الشعب من 1982 إلى 1988.
في نهاية حياته، تم تعيينه أيضًا رئيسًا لمجلس البحوث اللغوية والتاريخية.
من بين أعماله المقدمة العامة لمفهوم التاريخ، (مقدمة إلى طريق الديفيهي) هي عينة جيدة من أسلوبه.
كان إبراهيم شهاب محبوبًا ومحترمًا من قبل المالديف. في وقت وفاته، بكى مذيع التلفزيون في جزر المالديف الذي كان يبث الأخبار.

## روابط خارجية
- سياسي أويفارو 5: المرحوم إبراهيم شهاب
- حكيم 1948